# Hypercompe
Hypercompe is een geslacht van vlinders van de familie spinneruilen (Erebidae).

## Soorten
- H. abdominalis Walker, 1865
- H. albescens Hampson, 1901
- H. albicornis Grote, 1866
- H. albiscripta Druce, 1901
- H. alpha Oberthür, 1881
- H. amulaensis Druce, 1889
- H. andromela Dyar, 1909
- H. anomala Burmeister, 1883
- H. atra Oberthür, 1881
- H. bari Oberthür, 1881
- H. beckeri Watson, 1984
- H. bolivar Oberthür, 1881
- H. brasiliensis Oberthür, 1881
- H. bricenoi Rothschild, 1909
- H. burmeisteri Rothschild, 1910
- H. campinasa Schaus, 1938
- H. castronis Strand, 1919
- H. caudata Walker, 1855
- H. cermelii Watson, 1977
- H. confusa Druce, 1884
- H. conspersa Walker, 1866
- H. contexta Oberthür, 1881
- H. cotyora Druce, 1884
- H. cretacea Dognin, 1912
- H. cunigunda Stoll, 1781
- H. chelifer Forbes, 1929
- H. decora Walker, 1855
- H. deflorata Fabricius, 1775
- H. detecta Oberthür, 1881
- H. dissimilis Schaus, 1896
- H. dognini Rothschild, 1910
- H. dubia Rothschild, 1922
- H. ecpantherioides Rothschild, 1935
- H. eridanus Cramer, 1775
- H. euripides Dyar, 1912
- H. extrema Walker, 1855
- H. flavopunctata Schaus, 1921
- H. fuscescens Rothschild, 1917
- H. gaujoni Dognin, 1889
- H. hambletoni Schaus, 1938
- H. heterogena Oberthür, 1881
- H. icasia Cramer, 1777
- H. indecisa Walker, 1855
- H. jaguarina Schaus, 1921
- H. kennedyi Rothschild, 1910
- H. kinkelini Burmeister, 1880

- H. laeta Walker, 1855
- H. lemairei Watson & Goodger, 1984
- H. leucarctioides Grote & Robinson, 1867
- H. magdalenae Oberthür, 1881
- H. marcescens Felder, 1874
- H. melanoleuca Rothschild, 1910
- H. mielkei Watson, 1984
- H. mus Oberthür, 1881
- H. muzina Oberthür, 1881
- H. nemophila Herrich-Schäffer, 1853
- H. neurophylla Walker, 1856
- H. nigriloba Hulstaert, 1924
- H. nigriplaga Walker, 1855
- H. obscura Schaus, 1901
- H. obsolescens Hampson, 1916
- H. obtecta Dognin, 1907
- H. ockendeni Rothschild, 1909
- H. ocularia Fabricius, 1775
- H. ochreator Felder, 1874
- H. orbiculata Oberthür, 1881
- H. orsa Cramer, 1777
- H. oslari Rothschild, 1910
- H. permaculata Packard, 1872
- H. perplexa Schaus, 1911
- H. persephone Tessmann, 1928
- H. persola Möschler, 1886
- H. pertestacea Rothschild, 1935
- H. peruvensis Hampson, 1901
- H. praeclara Oberthür, 1881
- H. robusta Dognin, 1889
- H. scribonia (Stoll, 1790)
- H. simplex Walker, 1855
- H. suffusa Schaus, 1889
- H. tenebra Schaus, 1894
- H. tessellata Druce, 1906
- H. testacea Rothschild, 1909
- H. theophila Dognin, 1902
- H. trinitatis Rothschild, 1910
- H. turruptianoides Rothschild, 1910